# Tretstock

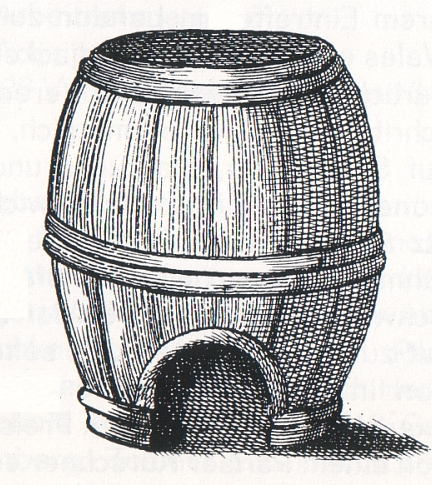
Tretstock (1768)

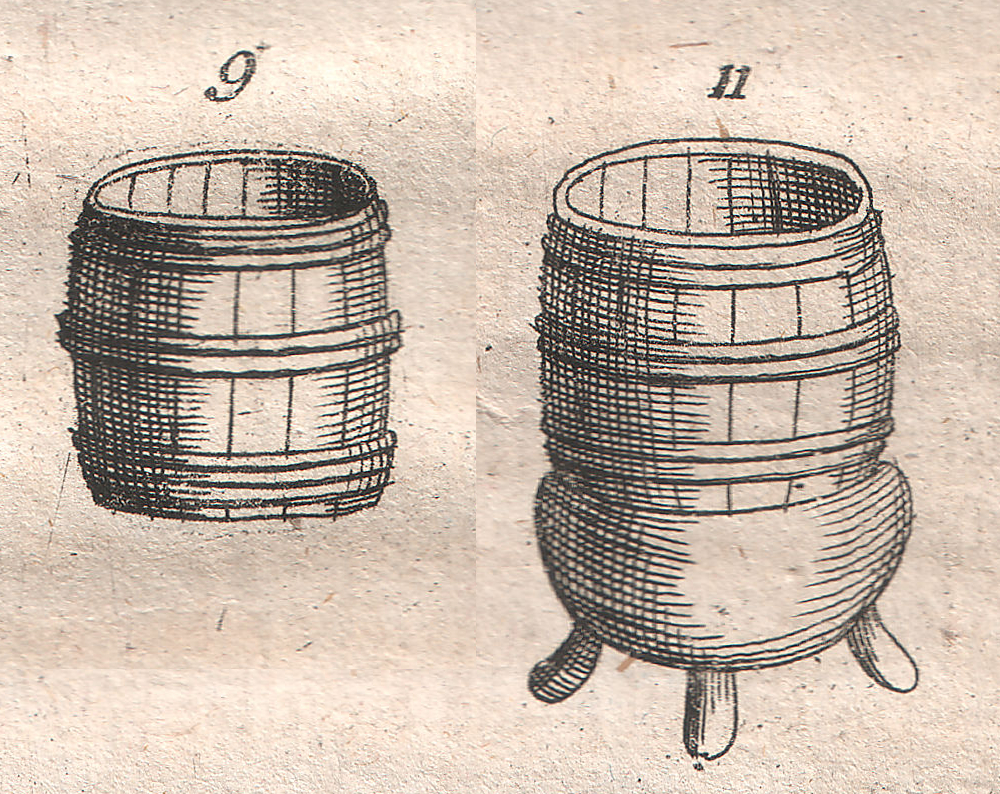
Links Trampeltonne, rechts Tretstock (1726)

Der Tretstock oder Wärmstock war ein Gerät der Kürschner, später der spezialisierten Rauchwarenzurichter, als Werkzeug der Rauchwaren- beziehungsweise Pelzzurichtung, dem Gerben von Pelzfellen.
In einem vorhergehenden Prozess waren die Rohfelle bereits in der fast gleichen Trampeltonne einem ähnlichen Prozess unterworfen worden. Während in der Trampeltonne von dem barfuß darin befindlichen Arbeiter das Fett in das Fellleder eingetreten wurde, galt es im Tretstock auf die gleiche Art überschüssiges Fett wieder zu entfernen und dabei das Leder möglichst weich zu machen.

## Aufbau und Funktionsweise
Der Tretstock war zweiteilig. Das Unterteil war ein kupfernes Kohlenbecken, in das heiße Holzkohle kam, das Oberteil eine Tonne, in welche auf eine Schicht Sägespäne die gefetteten Felle eingelegt wurden. Mit wiederum nackten Füßen wendete und trampelte ein Arbeiter die Felle in der Tonne so lange, bis das Fett das Leder voll durchdrungen hatte und sie genügend geschmeidig geworden waren. Folgt man einem späteren Autor, so soll das durchaus manchmal einen ganzen Arbeitstag oder länger gedauert haben. Der Arbeiter trat die Felle bevorzugt so auf einer Seite, dass die Masse ständig zirkulierte und die unteren Felle allmählich nach oben wanderten. Da die beheizbare Kohlenpfanne den Boden des Tretstocks bildete, wären die Fellhaare bei einem längeren Stillstand versengt worden, zudem würden die oberen Felle nicht ausreichend entfettet werden.
Wurde bei dieser Arbeit gesungen, so war das nicht nur der Eintönigkeit der Beschäftigung geschuldet. Das Singen diente auch der Kontrolle, dass der Betreffende in der Wärme des Tretstocks noch wohlauf war: „Wenn der Tretende nicht mehr sang oder pfiff, musste nachgesehen werden, ob nicht die offene Kohlenfeuerung unter dem kupfernen Dreibein eine Benommenheit des Arbeiters verursacht hatte“.
Einer Beschreibung aus dem Jahr 1762 ist zu entnehmen, dass die Kürschner üblicherweise bei kleinem Rauchwerk 300, bei mittlerem 100 und bei großem 8 Bälge in den Tretstock schichteten. Hier wurden sie etwa zwei Stunden lang getreten, bis die Sägespäne alles Fett aus den Haaren aufgenommen hatten. Waren die Felle danach noch nicht völlig entfettet, kamen sie noch einmal für eine Stunde in die Trampeltonne, diesmal zusammen mit einer Mischung aus je zur Hälfte Sand und Gips. An anderer Stelle hieß es, wenn sich herausstellte, dass das Läuterpulver nicht an den Haaren haftete, wurde unter beständigem Treten feiner Sand oder zerstoßener Gips eingestreut, welche vorher in einer Pfanne erwärmt sein mussten. Geringere Verschmutzungen wurden eventuell durch läutern mit Holzspänen behoben, oder zusätzlich nach dem Tretstock in der Läutertonne.
Anschließend wurden die Felle sorgfältig gekämmt und geklopft, um das Läutermehl zu entfernen. Abschließend wurden sie noch einmal über das stumpfe Eisen der Kürschnerbank gezogen. War das Leder immer noch nicht fein und weich genug, wurde es zuletzt noch mit einem Bimsstein abgerieben.

## Technischer Fortschritt

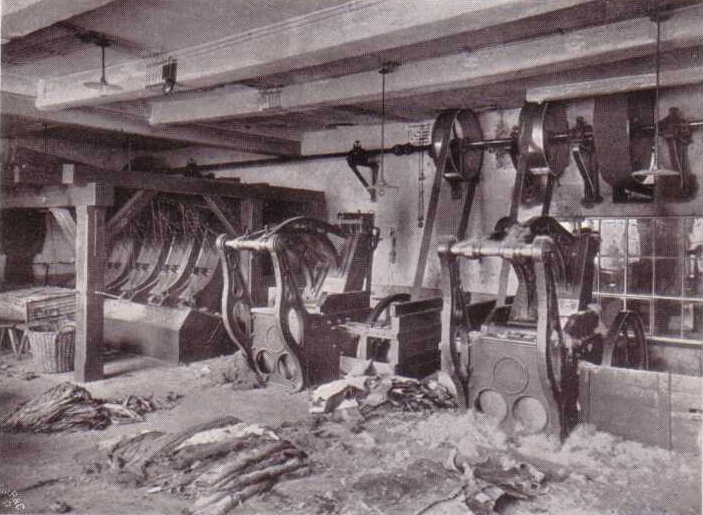
Walken in der Waltherschen Zurichterei in Markranstädt bei Leipzig (vor 1906)

Durch moderne technische Einrichtungen wurden die teilweise gesundheitsschädlichen und, wie ein Kürschner sich ausdrückte, menschenunwürdigen Arbeiten in der Kürschnerei, wie die im Tretstock, überflüssig. 1895 wurden die Felle bereits überwiegend gewalkt, für feine Felle wurde jedoch noch das Trampeln empfohlen, „der menschliche Fuß ist weicher, als der harte Walkhammer, und wird die Ware selten Schaden nehmen“. Das maschinelle Fetten geschah 1925 mit der Hammer- oder Kurbelwalke, deren Hämmer die Fette in das Leder einarbeiten. Im Jahr 1951 wurde das Weichmachen mit einem elektrischen, als Trampeltonne bezeichneten Gerät beschrieben, das aber offenbar nicht das Trampeln in der Trampeltonne, sondern im beheizbaren Tretstock ersetzte: „Maschinell wird dies durch Trampeln mittels der Trampeltonne bewirkt, die etwas kleiner als die Läutertonne ist. Sie wird mit Salvatormehl oder einem Gemisch von Salvatormehl [ein weißes Tonmehl, um ein helles Leder zu erzielen] und Hartholzspänen gefüllt. Daneben bringt man in die Tonne noch Eisen- und Hartholzkugeln. Durch die rotierende Bewegung der Tonne werden die in ihr befindlichen Felle gründlich durchgearbeitet.“

## Aus dem Inventarverzeichnis des Breslauer Kürschnermeisters Paul Lehnhardt

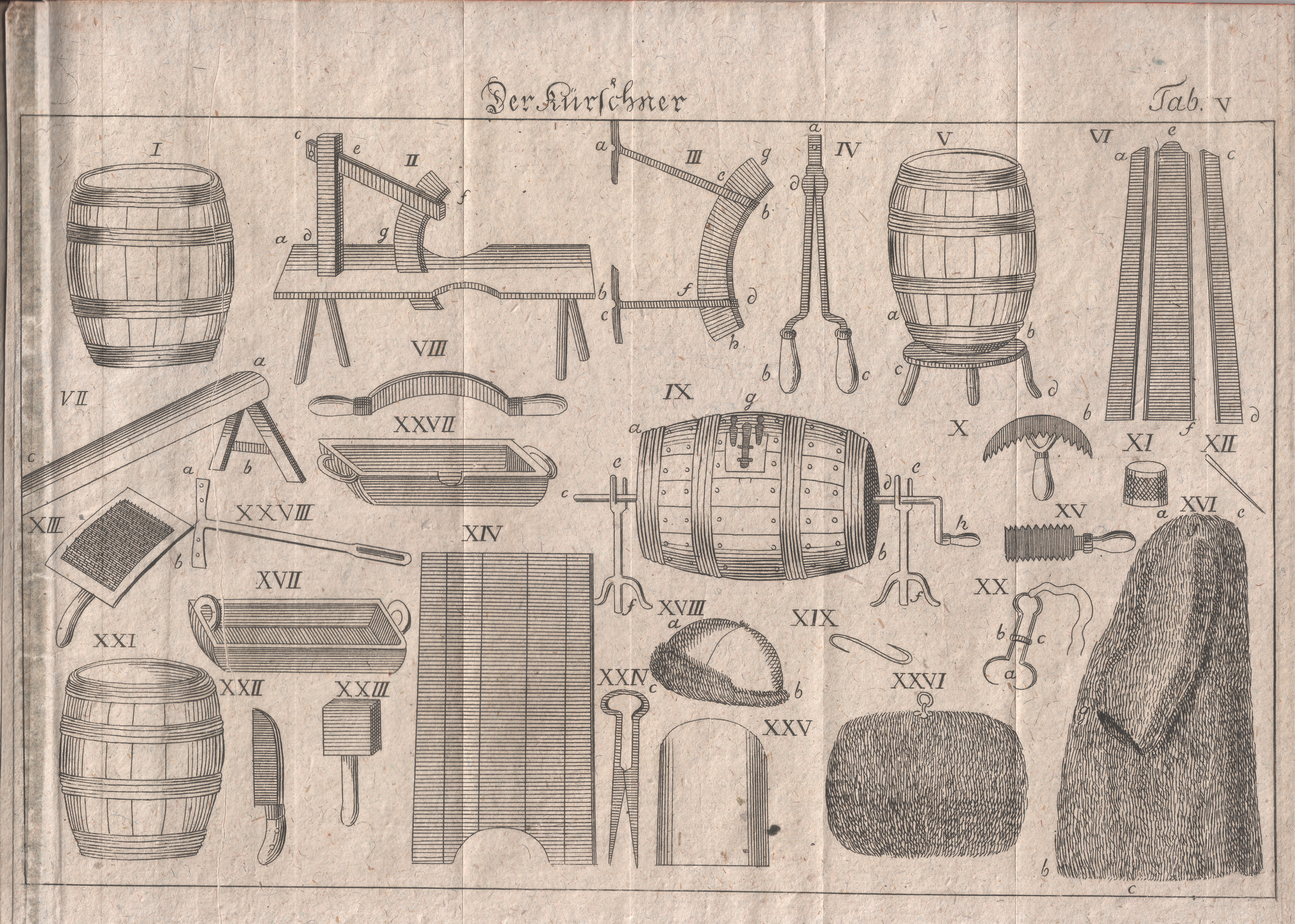
Werkzeuge des Kürschners:
I = Trampeltonne, V = Tret- oder Wärmstock

Vom 1582 gestorbenen, selbständigen Breslauer Kürschnermeister Lehnhardt ist ein genaues Verzeichnis des Hausrats, der Waren und des Werkstattinventars überliefert.
Inventar:
1. 6 Gerbebänke, mit den Eisenstollen – 1 Taler
2. 2 Paar Eisenstollen mitsamt den Säulen – 12 gr.
3. 12 Eisen zu 1 Orth
4. 10 „geringe“ Eisen um 12 gr.
5. 1 „neu Goldeisen“ und 2 alte Eisen – 9 gr.
6. 1 Rädlein und 2 Stempel – 24 gr.
7. 13 Kratzkämme und Fuchskämme, zusammen 18 gr.
8. 5 Kürschnerscheren und 1 alte Schneiderschere – 6 gr.
9. 6 Streckmaße um 4 gr.
10. 200 Stangen zum Aufhängen
11. 3 Paar Kartätschen mit Brettlein und 6 Paar Blätter, das Paar zu 3 gr.
12. → 1 alter Tretstock, 11 Haubenstöcke und 2 Klötze um 6 gr.
13. → 1 guter Tretstock, einschließlich der Tretkappe – 2 Taler
14. → 3 gute Haubenstöcke in dem guten Tretstocke
15. 1 Aufschlägezeug und 24 Aufschlägenägel um 11 gr.
16. 1 Kehrbürste und 1 Kehrbesen um 3 gr.
17. 2 Bretter zum Otternzurichten
18. 1 Werkstatt einschließlich der beiden Becken und dem Werkbänklein
19. 6 Werkstühle „böse und gut“
20. 4 gute kälberne Stuhlkissen
21. 10 Beizschäffer und 3 große und kleine Wannen
22. 2 Garnrocken
23. 3 gute Kämmbretter um 6 gr.
24. 1 neues Sieb zur Beize – 1 gr.
25. 1 Karren mit zwei Rädern, zum Felleführen – 9 gr.
26. 1 eiserne „Wythe“ (?)
27. 1 Scheffel Gerten „Oß“ – 18 gr.
28. 1 Tönnchen mit Schmer um 18 gr.
29. 1 Zwirngalgen
30. 3 Hämmerlein
31. 1 Stundenglas in der Werkstatt
32. 9 Gebund Klopfstecken – 3 Orth
33. 2 Tönnlein mit 5/4 Salz
34. 3 Lehnstühle
35. 4 Spreukörbe und 3 Marktkörbe.[9]